# Amblyanthopsis bhotanica
Amblyanthopsis bhotanica là một loài thực vật có hoa trong họ Anh thảo. Loài này được (C.B.Clarke) Mez mô tả khoa học đầu tiên năm 1902.